# Septinsularrepubliken
Septinsularrepubliken var en republik bestående av Joniska öarna. Den existerade mellan år 1800 och 1807 under ryskt/osmanskt styre. Republiken bildades ur Franska departementen i Grekland efter att den rysk/osmanska flottan besegrat Napoleon I. Det var första gången som grekerna beviljats begränsat självstyre sedan de sista resterna av det Bysantinska riket. År 1807 avträddes öarna till Första franska kejsardömet som valde att inte annektera öarna. Britterna tog successivt över kontrollen, och efter Parisfreden tillhörde öarna Storbritannien, som Joniska öarnas förenta stater.